# Nandu
Nandu (Rhea americana), eller stor nandu som den også kaldes, er en fugleart, der lever på pampassen i det østlige Sydamerika. Ligesom de lignende fugle struds og emu kan nanduen ikke flyve.
Rhea Americana vejer 20-25 kg og måler op til 1,40 meter. Den lever i det nordøstlige Brasilien og ned til det centrale Argentina. Dens mindre slægtning Rhea Pennata lever i det sydlige Peru ned til Patagonia. De er flokdyr, og i parringstiden kæmper hannerne indbyrdes territoriekampe, hvorefter sejrherrerne udfører parringsdanse for at vinde helt op til et dusin hunner, som derefter bidrager til fællesreden, der kan ende med at indeholde helt op til 80 æg. Ungerne er fuldt udvoksede i en alder af 5 måneder men bliver først kønsmodne efter 2 år. 
Hannen ligger på reden i 29-43 dage. De er ikke kræsne og spiser både plantedele, insekter, reptiler og kan også komme til at sluge uspiselige genstande som glas eller metal, da de godt kan lide skinnende ting og forveksler dem med småsten, som de sluger og bruger som hjælp til fordøjelsen. Hanner bliver en smule større end hunner og i vild natur lever de 10-15 år, mens de i fangenskab kan blive op til 30 år. De er tæt på at være truet, da vi både spiser deres æg og deres kød samt ødelægger deres naturlige levesteder. 

## Underarter
Der findes fem underarter af nanduen:
- Rhea americana albescens
- Rhea americana americana
- Rhea americana araneipes
- Rhea americana intermedia
- Rhea americana nobilis